# Flash-animation
En Flash-animation eller Flash cartoon (tegnefilm) er en animeret film, der er skabt ved at bruge animationssoftwaren Adobe Flash (tidligere Macromedia Flash) og ofte udgivet i filformatet .swf. Det vises typisk i en browser via et plug-in (Flash Player). Formatet minder om byte-code-formatet som bruges i Java-programmer, og er dermed ligesom Java ikke bundet af at være afhængigt af et bestemt styresystem, ligesom mange programmer er det. Det er derimod afhængigt af Adobes (tidl. Macromedias) program, som ifølge SWF-licensen ikke må afkodes af andre programmer end dette.
Animationen kan laves i Flash eller ved hjælp af andre programmer, hvor det er muligt at skrive .swf-filer. Udtrykket Flash-animation refererer ikke kun til filformatet, men også til en bestemt slags bevægelse og visuelle typer. Flash-animationer har været brugt i flere tv-serier, fjernsynsreklamer, og prisvindende[kilde mangler] online-kortfilm i cirkulation.